# Liste von Handwaffen des Bundesheeres

Hoheitszeichen des Österreichischen Bundesheeres

Diese Liste stellt die aktuellen und abgeschafften Handwaffen des Bundesheeres vor. Verwendet werden die Namen der Waffen, unter denen sie bei Bundesheer geführt wurden. Offiziell sogenannte „nicht eingeführte“ Waffen wie beispielsweise die Pistole Browning oder die Pistole Tokarew werden nicht aufgelistet.

## Gewehre
| Bezeichnung                               | Bild | Einführung im Jahr | Außerdienst- stellung | Kaliber                            | Verwendung |
| ----------------------------------------- | ---- | ------------------ | --------------------- | ---------------------------------- | --- |
| Gewehr M1                                 |      | 1955               | ca. 1960              | 7,62 × 63 mm                       | Teil der ersten Grundausstattung des Bundesheeres. Von der B-Gendarmerie übernommen. |
| Karabiner M1                              |      | 1955               | -                     | 7,62 × 33 mm                       | Teil der ersten Grundausstattung des Bundesheeres. Von der B-Gendarmerie übernommen. Noch im Bestand des Bundesheeres. |
| Gewehr Lee-Enfield                        |      | 1955               | 1958                  | 7,7 × 56 mm R                      | Teil der ersten Grundausstattung des Bundesheeres. Von der B-Gendarmerie übernommen. |
| Gewehr 44                                 |      | 1955               | ca. 1960              | 7,62 × 54 mm R                     | Teil der ersten Grundausstattung des Bundesheeres. Von der B-Gendarmerie übernommen. |
| Sturmgewehr 58                            |      | 1958               | ca. 1980              | 7,62 × 51 mm NATO                  | Das erste Standardgewehr des Bundesheeres. Bei der Garde und der Theresianischen Militärakademie noch als Exerzierwaffe in Verwendung. Lizenzfertigung der Steyr-Daimler-Puch AG. |
| Sturmgewehr 77                            |      | 1977               | −                     | 5,56 × 45 mm NATO                  | In verschiedenen Versionen: Die Version A1 ist die Standardbewaffnung der österreichischen Soldaten. Diese soll jetzt aber teilweise durch die Version A1 MOD (14.400 Stk.) abgelöst werden. Die Version A3 (4.200 Stk.) steht ausschließlich dem Jagdkommando und dem Jägerbataillon 25 zur Verfügung. |
| Scharfschützengewehr 98k                  |      | 1958               | ca. 1970              | 7,92 x 57 mm und 7,62 × 51 mm NATO | Umgebauter Karabiner 98k mit Kahles ZF58 4 × 31. |
| Scharfschützengewehr 69                   |      | 1969               | -                     | 7,62 × 51 mm NATO                  | Das erste Scharfschützengewehr des Bundesheeres. |
| Mittleres Scharfschützengewehr Steyr 08A2 |      | 2020               | -                     | .338 Lapua Magnum                  | 120 Stück als Ergänzung für die Jägertruppe im Rahmen des Vorhabens "Soldat der Zukunft" im BMLVS; evaluiert im Jahr 2018 und 2019; im Juli 2020 im Rahmen von "Miliz neu denken!" beschafft |

## Maschinengewehre
| Bezeichnung                     | Bild | Einführung im Jahr | Außerdienst- stellung | Kaliber           | Verwendung                                                                                                  |
| ------------------------------- | ---- | ------------------ | --------------------- | ----------------- | --- |
| Maschinengewehr BAR             |      | 1955               | ca. 1960              | 7,62 × 63 mm      | Teil der ersten Grundausstattung des Bundesheeres. Von der B-Gendarmerie übernommen.                        |
| Maschinengewehr M1919           |      | 1955               | ca. 1960              | 7,62 × 63 mm      | Teil der ersten Grundausstattung des Bundesheeres. Von der B-Gendarmerie übernommen.                        |
| Überschweres Maschinengewehr M2 |      | 1955               |                       | 12,7 × 99 mm NATO | Teil der ersten Grundausstattung des Bundesheeres. Von der B-Gendarmerie übernommen. Noch immer im Einsatz. |
| Maschinengewehr 42              |      | 1959               |                       | 7,62 × 51 mm NATO | MG42 nichtdeutscher Fertigung (Steyr, Beretta) im Kaliber 7,62 × 51 mm NATO.                                |
| Maschinengewehr 74              |      | 1974               | –                     | 7,62 × 51 mm NATO | Weiterentwicklung des MG42. Unter anderem Verringerung der Kadenz auf 850 Schuss/min.                       |

## Pistolen
| Bezeichnung | Bild | Einführung im Jahr | Außerdienst- stellung | Kaliber       | Verwendung                                                                                                   |
| ----------- | ---- | ------------------ | --------------------- | ------------- | --- |
| Pistole 08  |      | 1955               | 1964                  | 9 × 19 mm     | Teil der ersten Grundausstattung des Bundesheeres. Von der B-Gendarmerie übernommen.                         |
| Pistole 11  |      | 1955               | ca. 1985              | 11,43 × 23 mm | Teil der ersten Grundausstattung des Bundesheeres. Von der B-Gendarmerie übernommen.                         |
| Pistole 38  |      | 1955               | 1986                  | 9 × 19 mm     | Teil der ersten Grundausstattung des Bundesheeres. Von der B-Gendarmerie übernommen.                         |
| Pistole PPK |      | 1956               |                       | 7,65 × 17 mm  | Sonderbewaffnung bei der Fliegertruppe, im nachrichtendienstlichen Bereich und für Abteilungsleiter im BMLV. |
| Pistole 80  |      | 1983               | -                     | 9 × 19 mm     | Ersatz für die P38.                                                                                          |
| Glock 26    |      | 2020               | -                     | 9 × 19 mm     | Für Infanterie und Spezialkräfte (300 Stück).                                                                |

## Maschinenpistolen
| Bezeichnung         | Bild | Einführung im Jahr | Außerdienst- stellung | Kaliber              | Verwendung |
| ------------------- | ---- | ------------------ | --------------------- | -------------------- | --- |
| Maschinenpistole 40 |      | 1955               | ?                     | 9 × 19 mm            | Teil der ersten Grundausstattung des Bundesheeres. Von der B-Gendarmerie übernommen.                                                                         |
| Maschinenpistole 41 |      | 1955               | ca. 2000              | 7.62 × 25 mm Tokarew | Teil der ersten Grundausstattung des Bundesheeres. Von der B-Gendarmerie übernommen. Bis Ende der 1990er Jahre als Bewaffnung von Kradmeldern in Verwendung. |
| Maschinenpistole 69 |      | 1969               | ?                     | 9 × 19 mm            | Für Jagdkommando und Panzerbesatzungen. Modernisierte Variante unter dem Namen „MPi 81“.                                                                     |

## Panzerabwehrwaffen
| Bezeichnung                     | Bild                    | Einführung im Jahr | Außerdienst- stellung | Munition                     | Verwendung                                                                           |
| ------------------------------- | ----------------------- | ------------------ | --------------------- | ---------------------------- | ------------------------------------------------------------------------------------ |
| Panzerabwehrrohr Bazooka        |                         | 1955               | 1966                  | Kaliber 89 mm                | Teil der ersten Grundausstattung des Bundesheeres. Von der B-Gendarmerie übernommen. |
| Panzerabwehrrohr 66/79          |                         | 1966               | –                     | Kaliber 84 mm                | Ersatz für die Bazooka.                                                              |
| Panzerabwehrrohr 70             |                         | 1970               | –                     | Kaliber 74 mm                | Schwedische „Miniman“. Einwegwaffe.                                                  |
| Panzerabwehrlenkwaffe 2000 BILL | Panzerabwehrwaffe MILAN | 1999               | –                     | Lenkflugkörper mit Startrohr |                                                                                      |